# Max Weinzierl
Max Weinzierl (Bergstadtl, Bohèmia, 16 de setembre de 1841 - Viena, Àustria, 10 de juliol de 1898) fou un compositor austríac.
Fou director artístic de la Singakademie d'aquella ciutat i donà al teatre les operetes:
- Don Quixote,
- Die werblichen Jäger,
- Moclemos,
- Fioretta,
- Page Fritz, etc. així com alguns cors de veus d'home.